# Бонкув-Гурни

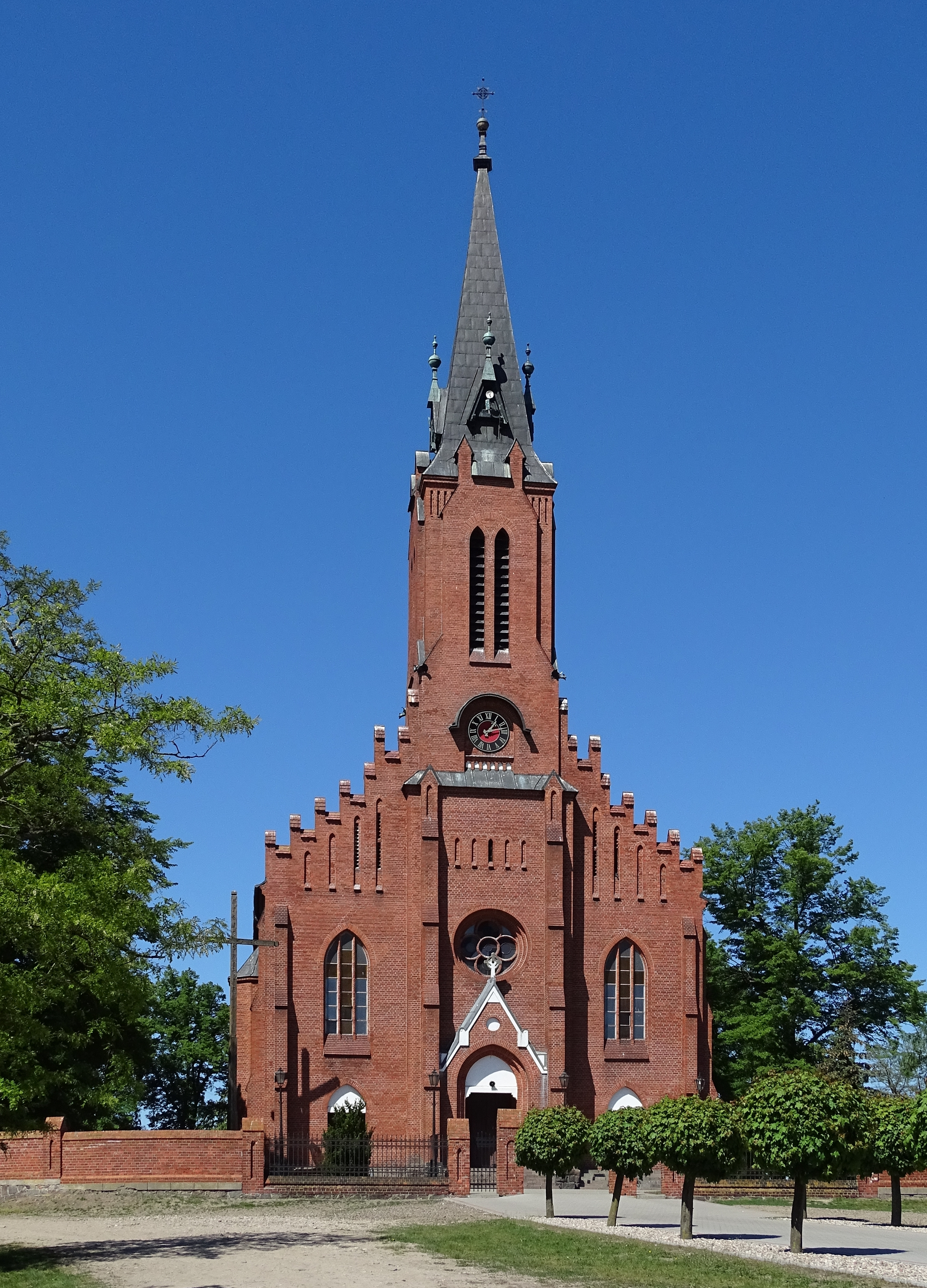
Парафіяльна церква.

Бонкув-Гурни (пол. Bąków Górny) — село в Польщі, у гміні Здуни Ловицького повіту Лодзинського воєводства.
Населення — 424 особи (2011).

## Демографія
Демографічна структура станом на 31 березня 2011 року:
|          | Загалом | Допрацездатний вік | Працездатний вік | Постпрацездатний вік |
| -------- | ------- | ------------------ | ---------------- | -------------------- |
| Чоловіки | 210     | 42                 | 141              | 27                   |
| Жінки    | 214     | 37                 | 109              | 68                   |
| Разом    | 424     | 79                 | 250              | 95                   |